# Georges Favre
Pour les articles homonymes, voir Favre.
Georges Favre, né le 26 juillet 1905 à Saintes et mort le 25 avril 1993 à Paris 15e, est un compositeur et musicologue français. Il fut élève de Paul Dukas pour la composition et de Vincent d'Indy pour la direction d'orchestre.
Il a composé quelques pièces pour piano, l'opéra Guna, ainsi qu'une sonate pour violon et piano. Mais il est plus connu comme musicologue, Il soutient notamment sa thèse de doctorat sur Boieldieu et publie de nombreux travaux sur Dukas. Il a été inspecteur général de la musique au ministère de l'Éducation nationale.

## Œuvres musicales
- Cantate du jardin vert (sur des textes de Madeleine Ley). Enregistrement sous la direction de Louis Frémaux- Le Petit Ménestrel, microsillon 33 tours 1/3, s.d., vers 1958.

## Œuvres littéraires
- Paul Lacombe, 1838-1927 : un compositeur languedocien oublie, Béziers France, Société de musicologie de Languedoc, 1987, 24 p. (ISBN 2-905400-07-2)
- Silhouettes du Conservatoire : Charles-Marie Widor, André Gedalge, Max d'Ollone, La Pensée universelle, 1986.  (ISBN 2214066438)
- Compositeurs français méconnus : Ernest Guiraud et ses Amis, Émile Paladilhe et Théodore Dubois, La Pensée universelle, 1983.  (ISBN 2214055037)
- Musique et Naturalisme : Alfred Bruneau et Émile Zola, La Pensée universelle, 1982.  (ISBN 2214049479)
- La Vicomtesse Vigier : Sophie Cruvelli 1826-1907 Une Grande Cantatrice Niçoise, La Pensée universelle, 1979.  (ISBN 2708400371)
- Études musicales monégasques : notes d'histoire (XVIIIe – XXe siècles), A. et J. Picard, 1976.  (ISBN 2708400134)
- Écrits sur la musique et l'éducation musicale, Paris, Durand et Cie (1966). (ASIN B0000DPGIH)
- Richard Wagner par le disque, Paris, Éditions Durand et Cie, 1958. (ASIN B0000DWC2X)
- Paul Dukas, La Colombe, Collection Euterpe (1948). (ASIN B0000DSWYA)
- Boieldieu, sa vie, son œuvre, Paris, 1944-45, prix Dodo de l’Académie française en 1946
- La musique française de piano avant 1830, Paris 1953